# Kanijeli Siyavuş Paša
Kanijeli Siyavuş Paša (? – 1602) byl osmanský státník z Bosenského sandžaku. Za svůj život byl celkem třikrát velkovezírem (24. prosince 1582 – 28. července 1586, 15. dubna 1586 – 2. dubna 1589 a 4. dubna 1592 – 28. ledna 1593). Pocházel z Nagykanisza, dnešního Maďarska, tehdejšího prvního sandžaku a později součásti Bosenského ejáletu. Oženil se s Fatmou Sultan, dcerou sultána Selima II.